# 阿維亞托爾斯凱
48°21′50″N 35°5′0″E / 48.36389°N 35.08333°E
阿維亞托爾斯凱（烏克蘭語：Авіаторське）是位於烏克蘭中部的市級鎮，由第聶伯羅彼得羅夫斯克州裡第聶伯羅區的第聶伯羅市鎮負責管轄。該鎮處於第聶伯羅東南面12公里，海拔高度147米，2013年人口2,403。